# Poepershoek
Poepershoek is een buurtschap in de gemeente Steenwijkerland, in de Nederlandse provincie Overijssel.
De buurtschap is gelegen in het zuiden van de gemeente, twee kilometer ten zuidoosten van Sint Jansklooster.

## Geschiedenis
Poepershoek stamt af van de naam Poeperehoek die het dorp in 1346 had.
Een andere verklaring voor de naam vermeld een bron dat die naam stamt uit de 18e eeuw en komt van de jaarlijkse trek van Duitse seizoenarbeiders naar Nederland die hier "poepen" werden genoemd.